# Туризам у Војводини
Аутономна Покрајина Војводина је аутономна покрајина у Србији, која се налази на северном делу државе, у Панонској низији Централне Европе. Нови Сад је највећи град и административни центар Војводине, и други по величини град у Србији. Војводина има преко 1,93 милиона становника (отприлике 21,56% становништва Србије). Војводина има мултиетнички и мултикултурални идентитет, са већим бројем механизама за промоцију мањинских права; постоји више од 26 етничких група у овој покрајини, која има шест званичних језика.
Већи део Војводине је равница, али има неколико планинских области, као што су Фрушка гора, Вршачке планине, Тителски брег и Загајичка брда, као и песковитих подручја, као што су Делиблатска пешчара (са надимком „Европска Сахара") и Суботичка пешчара.
Такође има пуно водених површина у Војводини, укључујући реке, језера, баре и вештачке канале који се користе за пољопривредну производњу и водени саобраћај (најпознатији од њих је Канал Дунав-Тиса-Дунав). Главне реке у овом пределу су Дунав, Сава, Тиса, Бегеј, Тамиш, Караш, Босут итд, док су главна језера и баре Палићко језеро, Лудошко језеро, Лединачко језеро, Русанда и Обедска бара.

## Лов и риболов
Ловишта у Војводини укључују пољопривредна земљишта и шуме. Главна пољопривредна ловишта у Војводини су смештена у близин Бечеја, Сенте, Кањиже, Новог Кнежевца, Ечке, Новог Милошева, Падеја, Кикинде, Аде и Сомбора. Главна шумска ловишта су у Посавини, Подунављу, на Фрушкој гори, Вршачким планинама и у Делиблатској и Суботичкој пешчари. Животиње које се лове укључују зечеве, јелене, различите врсте птица, дивљих свиња, муфлона итд.
Главна риболовишта у Војводини су на Дунаву, код Апатина, Сомбора, Бачке Паланке и Новог Сада, на Сави код Сремској Митровици, на Босуту код Шида, на Обедској бари у Срему, на Палићком језеру у Бачкој, на Каналу Дунав-Тиса-Дунав, на Тиси и Тамишу, као и на језерима и каналима у јужном Банату, у близини Беле Цркве и Ковина.

## Фестивали

### Фестивали хране
Неки од главних фестивала хране у Војводини укључују следеће:
- Бостанијада (фестивал лубенице) у Шашинцима (одржава се у августу)
- Бостанијада (фестивал лубенице) у Ривици (одржава се у августу)
- Бостанијада (фестивал лубенице) у Силбашу (одржава се у јулу)
- Пилећи фестивал у Житишту (одржава се у септембру)
- Гулашијада (фестивал гулаша) у Дебељачи (одржава се у мају)

### Фестивали пића
Производња вина у Војводини има врло дугу традицију. Почела је са римским царем Пробом (276–282), који је рођен у Сирмијуму (модерна Сремска Митровица у Војводини) и који је засадио прве биљке Vitis vinifera на Фрушкој гори.
Неки од главних фестивала вина у Војводини укључују следеће:
- Дани вина у Малом Иђошу (одржава се у фебруару)
- Дани винара и виноградара – Свети Винко у Суботици (одржава се у јануару)
- Дани винара и виноградара – Свети Трифун у Суботици (одржава се у фебруару)
- Дани бербе грожђа у Вршцу (одржава се у септембру)
- Грожђебал у Сремским Карловцима (одржава се у септембру)
- Дани вина у Ривици, почетком године[7]

## Културно наслеђе

### Српски православни манастири
- Беочин – Време оснивања је непознато. Први пут се спомиње у турским списима из 1566/1567. године.
- Бешеново – Према легенди, манастир Бенешево је основа српски краљ Драгутин крајем 13. века. Најранији историјски запис о овом манастиру је из 1545. године.
- Велика Ремета – Традиционално, оснивање овог манастира везано је за краља Драгутина. Најранији историјски запис о овом манастиру је из 1562. године.
- Врдник-Раваница – Тачно време оснивања није познато. Записи сугеришу да је црква изграђена за време Митрополита Серафима, у другој половини 16. века.
- Гргетег – Према традицији, овај манстир је основао Змај Огњени Вук (деспот Вук Гргуревић) 1471. године. Најранији историјски записи о овом манастиру су из 1545/1546. године.
- Дивша – Верује се да је овај манастир основао деспот Јован Бранковић крајем 15. века. Најранији историјски записи о овом манастиру су из друге половине 16. века.
- Јазак – Овај манастир је основан 1736. године.
- Крушедол – Овај манастир су основали епископ Максим (деспот Ђорђе Бранковић) и његова мајка Ангелина између 1509. и 1516. године.
- Кувеждин – Традиционално, оснивање се приписује Стефану Штиљановићу. Први поуздани извори у вези са њим су из 1566/1569. године.
- Мала Ремета – Оснивање се традиционално приписује српском краљу Драгутину. Најранији историјски извори о овом манастиру су из средине 16. века.
- Ново Хопово – Према традицији, манастир су изградили деспоти из породице Бранковића. Прво поуздано спомињање манастира је из 1641. године.
- Привина Глава – Према легендама, манастир Привина Глава је основао човек под именом Прива, у 12. веку. Најранији историјски записи о овом манастиру су из 1566/1567. године.
- Петковица – Према традицији, основала га је удовица Стефана Штиљановића, деспотица Јелена. Најранији историјски записи о овом манастиру су из 1566/1567. године.
- Раковац – Према легенди написаној 1704. године, Раковац је наслеђе одређеног човека, Раке, дворанин деспота Јована Бранковића. Легенда каже да је Рака подигао манастир 1498. године. Најранији историјски записи о овом манастиру су из 1545/1546. године.
- Старо Хопово – Према традицији, манастир је основао епископ Максим (деспот Ђорђе Бранковић). Поуздани подаци о манастиру су из 1545/1546. године.
- Шишатовац – Оснивање овог манастира се приписује пребеглим монасима из српском манастира Жича. Поуздани подаци о животу овог манастира су из средине 16. века.
- Ковиљ је манастир у општини Нови Сад. Реконструисан је између 1705. и 1707. године. Према легенди, манастир Ковиљ је основао први српски архиепископ Свети Сава у 13. веку.
- Бођани је манастир у општини Бач. Основан је 1478. године.
- Месић је манастир у општини Вршац. Основан је у 15. веку.
- Манастир Војловица је манастир у општини Панчево. Основан је током времена деспота Стефана Лазаревића (1374–1427).
- Манастир Свете Тројице у Кикинди. Изграђен је 1885–87. године као задужбина Меланије Николић-Гајчић.
- Баваниште је манастир у општини Ковин. Основан је у 15. веку, а уништен 1716. године. Поново је изграђен 1858. године.
- Средиште је манастир у општини Вршац. Основан је у 15. веку.

### Остале важне знаменитости
- Рушевине старог римског града Сирмијума (један од четири главна града Римског царства) у Сремској Митровици.
- Тврђава Бач из 12–14. века у близини Бача.
- Торањ Врдник из 12–13. века у близини Врдника.
- Рушевине цркве Арача из 1230. године у близини Новог Бечеја.
- Рушевине тврђаве Купиник из 14. века у близини Купинова, бившег седишта српских деспота у Срему.
- Вршачки торањ из 15. века у близини Вршца.